# Palais des sports Saint-Sauveur
Pour les articles homonymes, voir Palais des sports et Saint-Sauveur.
Le palais des sports Saint-Sauveur, abrégé localement en « le Palais des Sports », est une salle multi-sports de Lille, utilisée principalement par le club de basket du Lille Métropole Basket Club et située dans le quartier de Lille-Centre. La station de métro la plus proche est Mairie de Lille (ligne 2).

## Historique
Construit en 1977, il accueillait à l'origine également des spectacles et concerts jusqu'à la construction du Zénith de Lille. Il accueille depuis 2005 les rencontres du Lille Métropole Basket Club.
Il subit sa première rénovation totale lors de l'intersaison 2010 avec, entre autres, le remplacement des bancs par des sièges individuels, de l'éclairage mais aussi la remise aux normes de sécurité et l'amélioration des isolations acoustique et thermique. Il voit ainsi sa capacité augmentée à 2 300 places.
Il est composé de quatre salles: de 932 m2, 302m2, 227m2 et 124m2. Un espace buvette et une boutique les soirs de matchs de basket complète l'offre de service.
Une semaine par an, en mars, le Palais des Sports est le site de l'Open de tennis de Lille, un tournoi de tennis international de la catégorie Futures.
La salle est également sélectionnée pour accueillir le Championnat d'Europe féminin de basket-ball 2013.